# Storm (Skazi)
Storm è il titolo di un album del duo israeliano Skazi, pubblicato nel 2002.

## Tracce
1. Super Skazi
2. Storm
3. Let's Go to Mars
4. Passion
5. Element
6. Alive
7. War
8. Tuning
9. GTR